# Fisher (band)
Fisher is een band die rond 1997 werd opgericht. De band bestaat uit Ron Wasserman, als componist en songwriter, en zijn vrouw Kathy Fisher, als zangeres en songwriter.
Inmiddels hebben ze succesvol internationaal al verscheidene albums uitgebracht, waaronder in Amerika en Duitsland. Maar dit is niet hoe hun populariteit begon. Ze waren in 2000 uitgeroepen tot meest gedownloade band op het Internet. Hun eerste single “I Will Love You” kreeg 3 miljoen downloads, ver voor de tijd dat andere artiesten de “andere” manier van muziek uitbrengen ontdekten.
Naast deze muziek zijn ze vooral bekend voor het maken van muziek voor tv-series als Sweet Valley High (voordat de band ook maar 'officieel' opgericht was), maar ook tv-reclames voor bedrijven als Toyota. Vooral in Amerika zijn ze hier erg mee bezig.

## Discografie
Albums
- The Lovely Years (2005)
- Uppers & Downers (2002)
- One (2000)
- Minus One (1999)
- Sweet Valley High (1995)